# Жикиль
Жикиль (Чикиль, Джикиль) — средневековое городище в Жамбылской области Казахстана, вблизи Тараза. Располагается по соседству с современным селом Жалпак-Тобе (в результате иногда упоминается под названием Жалпактобе). Упоминается в трудах средневекового географа аль-Макдиси, который описывает Жикиль как «маленький город», обнесённый крепостной стеной, с соборной мечетью на базарной площади и располагающийся на расстоянии «человеческого голоса» от Тараза. По предположению советского археолога А. И. Бернштама, Жикиль основали выходцы из тюркского племени чигили. В настоящее время сохранились только цитадель и шахристан. Общая площадь составляет примерно 1 га, высота культурного слоя 1 — 1,5 м.
В 1960—1963 гг. Жикиль исследовался Таразской археологической экспедицией под руководством Т. Н. Сениговой. При раскопках шахристана вскрыты местоположения жилых помещений, основания которых выложены булыжником, а верхняя часть сложена из кирпичей размерами 40x42x10 и 25x35x8 см. В жилых помещениях бнаружены места для очага и ниши для хранения продуктов. Найденные при раскопках предметы (глиняные сосуды, монеты периода Тюргешского каганата, железные наконечники стрел и др.) имеют сходство с материалами раскопок в Таразе, относящимися к культурным слоям VIII—IX вв.
Согласно предварительному исследованию тюркское название городища Жикиль (Чигиль) имеет значение "сырая глина", которое, вероятно, непосредственно связано с древнейшей легендой западных тюрков о рождении прародителя тюрков Улу-хан Ата (Ай Атам) из сырой глины в пещере горы Кара-таг
В 1982 году городище Джикиль было включено в утверждённый Государственный список памятников истории и культуры Казахской ССР республиканского значения.